# Neulinde
Neulinde ist ein Ortsteil in der Gemeinde Kürten im Rheinisch-Bergischen Kreis. Er liegt südwestlich von Offermannsheide an der Landstraße 284 und besteht aus acht Häusern. Fünf davon sind Mehrfamilienhäuser, die am Hang liegen. Drei Einfamilienhäuser liegen in der Talsohle. Die Siedlung ist nach dem Zweiten Weltkrieg entstanden. Das erste Haus soll ein Behelfsheim aus Holz gewesen sein, das direkt an der Straße stand und später umgebaut wurde.